# Rating (vela)
Rating es el coeficiente corrector que se aplica a cada crucero que participa en una regata para calcular su tiempo compensado partiendo del tiempo real en el que completó la prueba, de manera que los yates con menor tamaño y prestaciones puedan competir con los de mayor tamaño y prestaciones.
Existen diferentes sistemas de rating:
- IRC (International Rating Certificate). Nació en 1984 buscando sustituir al IOR (International Offshore Rule). Se denominó CHS (Channel Handicap System) hasta 1999. Lo gestionan el Royal Ocean Racing Club del Reino Unido y la Union Nationale pour la Course au Large de Francia.
- ORC (Offshore Racing Congress Rule). Se creó en los años 1970 para sustituir al IOR (International Offshore Rule), con el nombre de IMS (International Measurement System). En 2008 el IMS adoptó las siglas ORC de su propietario, el Offshore Racing Congress.
- PHRF (Performance Handicap Racing Fleet). Usado principalmente en Norteamérica para yates de más de 7 metros de eslora.
- RI (Rating Internacional). Sistema exclusivo de España, desarrollado en 2005 entre la Real Federación Española de Vela y la Real Asociación Nacional de Cruceros.[3]
- Osiris. Sistema desarrollado por la Federación Francesa de Vela en 2015, es más barato y sencillo que el ORC.

## Historia
En el siglo XIX, cuando las competiciones de veleros comenzaron a tomar auge, se empezó a utilizar una clasificación de barcos por tonelaje, con cuatro clases, de manera que los barcos de clase 1 tenían que navegar una distancia más larga que los de clase 4.
En 1834 se pasó de penalizar con distancia a penalizar con tiempo, y en 1855 el Real Club de Yates del Támesis creó la "Medición del Támesis" (Thames Measurement en idioma inglés), que se popularizó y que el Club de Yates de Francia adoptó en 1870, lo que la convirtió en el primer sistema internacional. En 1905 el Club de Yates de Nueva York impuso la "Regla Universal" (Universal Rule for Yachts en inglés) que se aplicaría en la Copa América. Pero sería en 1969 cuando un sistema se impondría sobre todos los demás: El "IOR", sigla de su nombre en inglés (International Offshore Rule). Era una evolución de las reglas utilizadas por el Cruising Club of America americano y el Royal Ocean Racing Club europeo.
El IOR fue siendo sustituido  a finales del siglo XX principalmente por otros dos sistemas que se desarrollaron a partir del IOR: El IRC (sigla de International Rating Certificate) y el ORC (sigla de Offshore Racing Congress Rule).